# Chiesa di San Lazzaro (San Lazzaro di Savena)
La chiesa di San Lazzaro è una chiesa parrocchiale cattolica nel comune di San Lazzaro di Savena, nella città metropolitana di Bologna.

## Storia
Non lontano da Bologna, nell'area attualmente occupata dal municipio di San Lazzaro di Savena, già nei primi anni del 1200 era stato innalzato un ospedale destinato alla cura dei lebbrosi, con la dedicazione a San Lazzaro. Vicino all'ospedale vi era stata costruita una cappella (XIII-XIV secolo). Al termine del Medio Evo, i focolai della lebbra in quella zona si erano esauriti, mentre andava aggregandosi una piccola comunità rurale attorno ai due edifici.

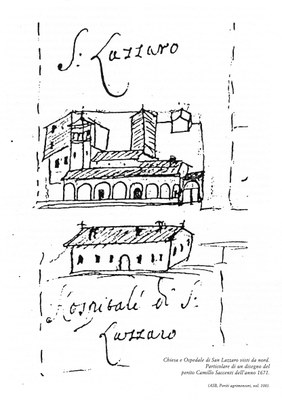
Disegno del XVII secolo che ritrae la chiesa di San Lazzaro (sopra) e l'antico ospedale (sotto), oggigiorno palazzo comunale

Il 31 ottobre del 1924, il Cardinal Giovanni Battista Nasalli Rocca di Corneliano (Arcivescovo di Bologna), accolta una petizione della cittadinanza, elevò la cappella a parrocchia autonoma: Don Cesare Pizzirani divenne il primo parroco della chiesa. L'entrata principale era posta in posizione occidentale, mentre l'abside si profilava a oriente; un campanile e un portico perimetrale (quest'ultimo innalzato nel periodo del Cinquecento), completavano la struttura.
Il 15 aprile 1945, alle ore 13:37 un bombardamento anglo-americano della seconda guerra mondiale colpì duramente il comune e distrusse integralmente anche l'impianto chiesastico e l'ex lebbrosario (unicamente la torre campanaria rimase in piedi, ma fu puntellata). Dalle macerie, vennero estratti il tabernacolo, l'effigie della Madonna del Suffragio (attualmente conservata all'ingresso dell'archivio storico comunale "Carlo Berti Pichat"), una Madonna dei lebbrosi in terracotta e una lapide in arenaria recante la dicitura: "In questo ospedale si medicano per carità quelli che hanno il male di San Lazzaro", entrambi ora sistemati all'entrata della casa parrocchiale.
La ricostruzione (la prima pietra fu posata il 5 maggio del 1946) fu progettata dagli ingegneri Ferruccio Maglioni e Rodolfo Bettazzi (influenzati dalla basilica ravennate di Sant'Apollinare in Classe). Nel catino absidale fu affrescata, dal pittore Ilario Rossi, l'opera Lazzaro e il ricco Epulone  (ispirata all'omonima parabola evangelica), sotto la quale fu riportata l'iscrizione rinvenuta su di un medaglione di gesso di una parete della vecchia abside: "Quìa recepit mala in vita sua nunc consolatur (Luca, XVI) ("Poiché ricevette dolori nella sua vita ora è consolato"). Nella nuova abside furono inseriti grandi bassorilievi di terracotta, opere dello scultore Carlo Pini (che creò anche l'altare maggiore), raffiguranti l'Assunzione di Maria e i santi patroni delle altre parrocchie comunali sanlazzaresi.
Il neo-edificio ecclesiastico fu consacrato in memoria di San Lazzaro mendicante il 16 luglio 1949, dal Vescovo ausiliare Monsignor Danio Bolognini. Nella medesima giornata, il Cardinal Giovanni Battista Nasalli Rocca di Corneliano (il quale aveva posato la prima pietra, il 5 maggio del 1946) celebrò la prima messa.
Nel 1956 la chiesa fu impreziosita con le Stazioni della Via Crucis, dei bassorilievi in terracotta, apporti dello scultore Cesarino Vincenzi. Su impulso del nuovo parroco Don Virginio Pasotti, nel retro della chiesa, nel 1962 venne fatta costruire la "Casa per giovani lavoratori" (in seguito denominata "Pensione Savena"), ovvero un alloggio economico per i meno abbienti e fu approntata anche una mensa popolare (entrambe le attività furono poi chiuse il 30 giugno 2014). Nel 1973, s'insediò il parroco Don Domenico Nucci (già segretario del Cardinale Giacomo Lercaro e in seguito, nel 1993, divenuto Monsignore).
Aggiornamenti furono compiuti nel 1996, relativamente al tabernacolo (ne fu alloggiato uno nuovo), al battistero e alla cappella della Madonna. Quattro anni dopo (nel 2000), fu completata l'installazione di nuove vetrate  per la navata, in occasione del Giubileo del 2000 (lavoro progettato da Padre Costantino Ruggeri) e che rappresentano la Storia della salvezza (in un percorso che va dalla Creazione, alla Redenzione).
Nel corso del 2002 furono condotti a termine altri lavori di ristrutturazione che riguardarono essenzialmente la pavimentazione interna, la sostituzione dei marmi dell'altare maggiore e di quelli laterali. Il porticato e le gradinate vennero modificate impiegando granito e porfido, e furono realizzate rampe d'accesso al fine di rimuovere barriere architettoniche.

## Galleria d'immagini

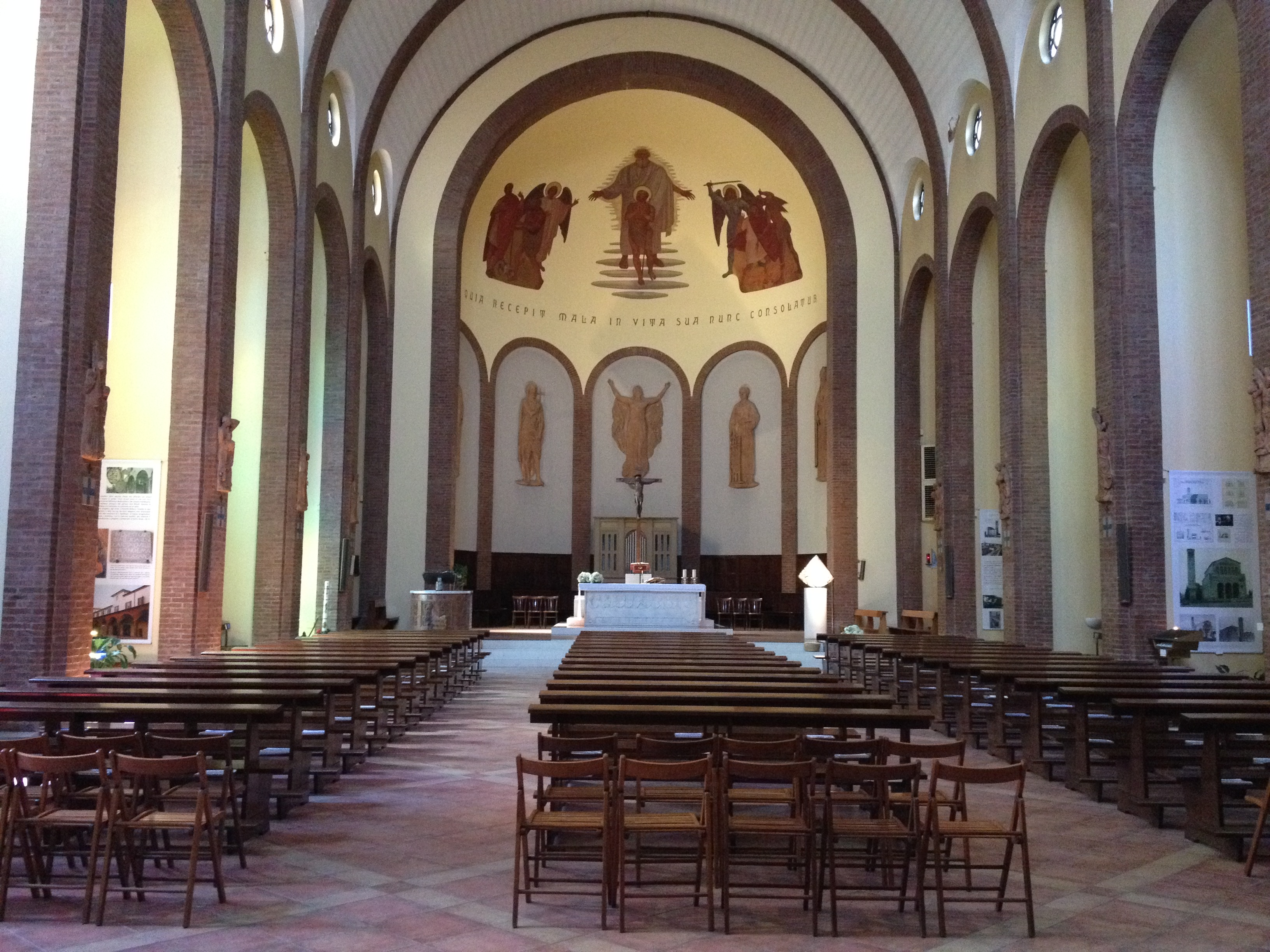
Navata della chiesa di San Lazzaro
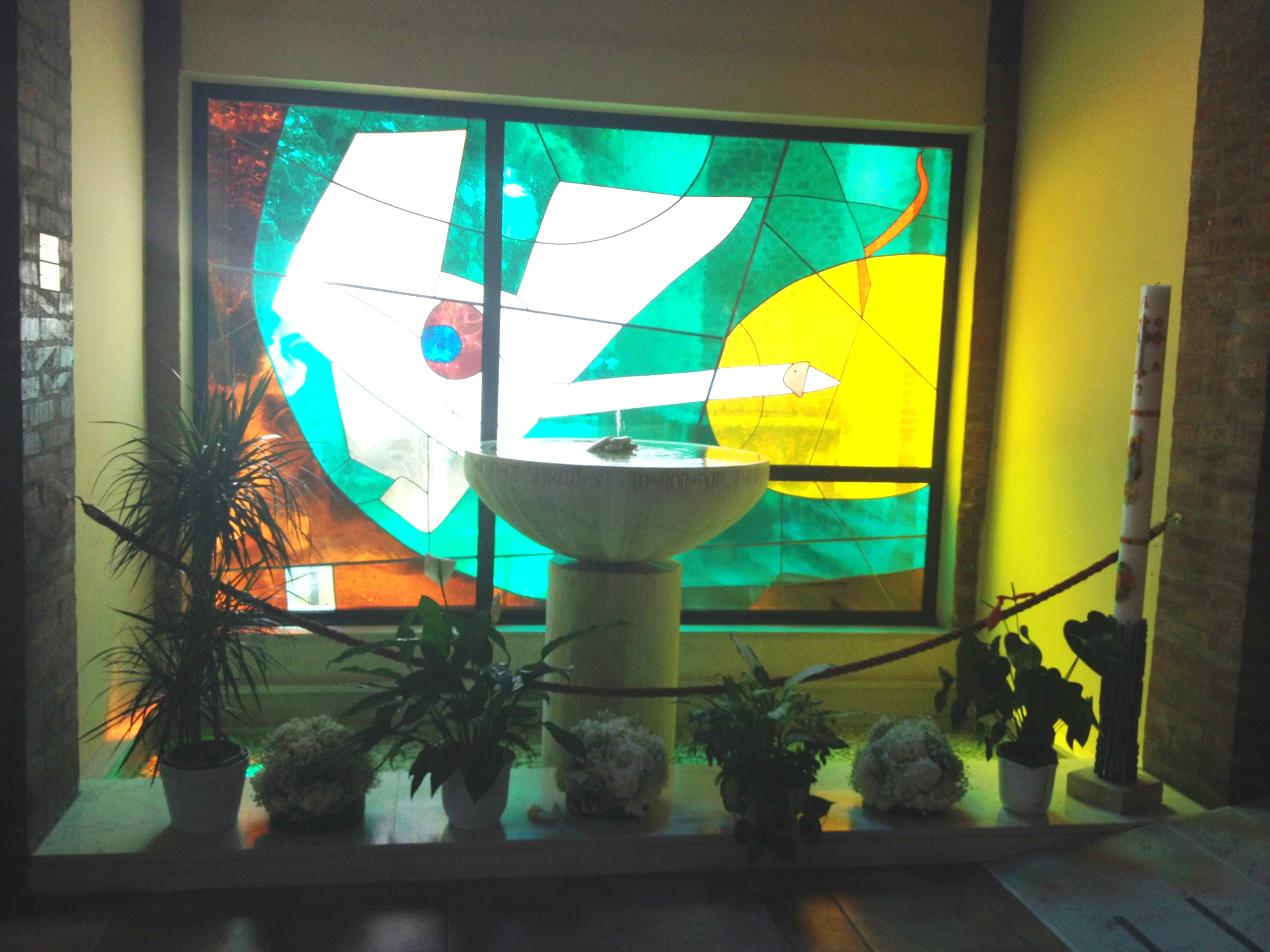
Fonte battesimale con, sullo sfondo, una delle nuove vetrate
Medaglione superstite della vecchia chiesa bombardata, il quale recava la scritta "Quia recepit mala in vita sua nunc consolatur", Luca XVI"
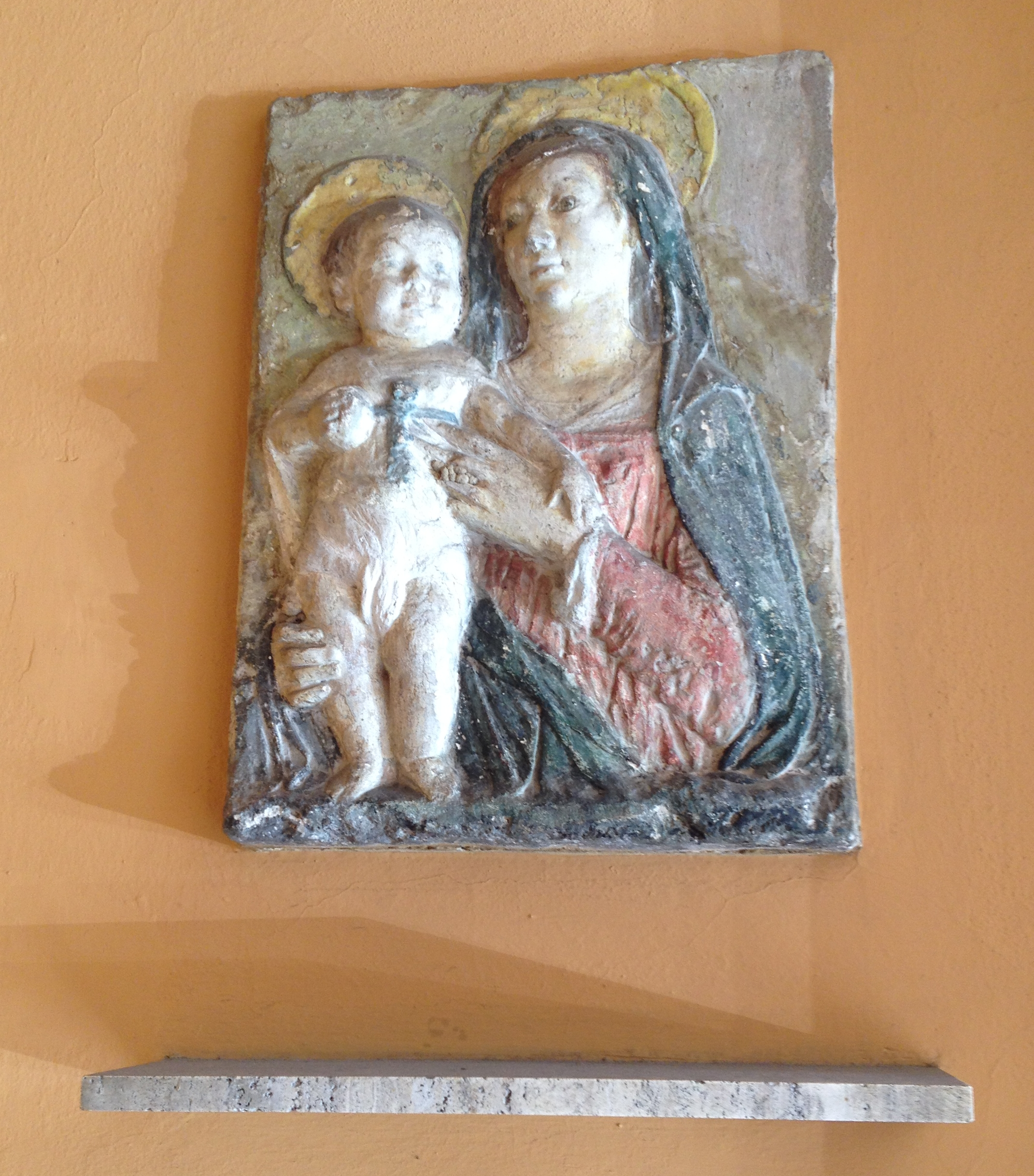
Madonna dei lebbrosi in terracotta, collocata all'ingresso della casa parrocchiale
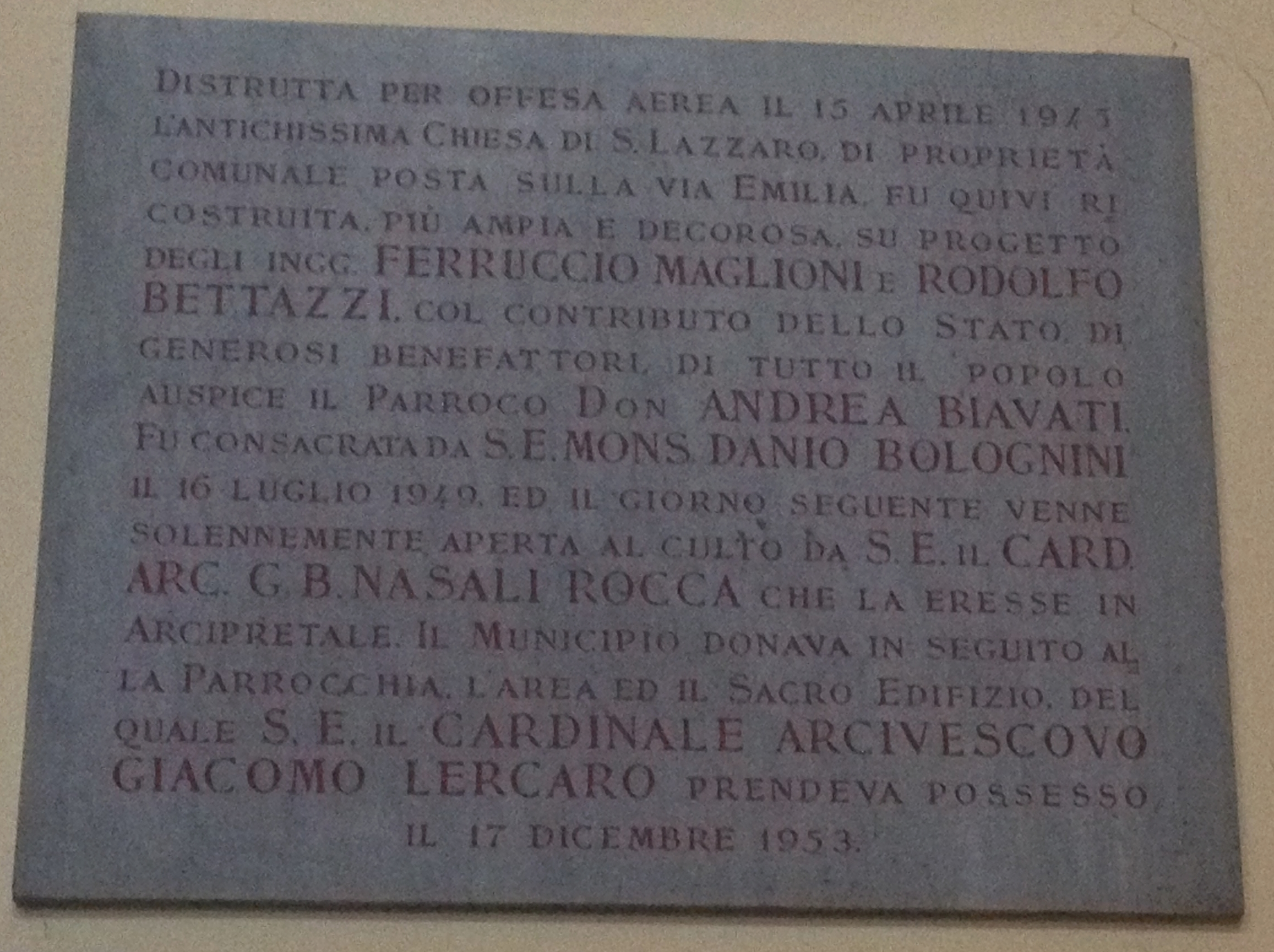
Lastra commemorativa della ricostruzione della chiesa